# آریل بلترامو
آریل بلترامو (انگلیسی: Ariel Beltramo؛ زادهٔ ۲۰ اوت ۱۹۶۹) بازیکن فوتبال اهل آرژانتین است.
از باشگاه‌هایی که در آن بازی کرده‌است می‌توان به باشگاه فوتبال ریور پلاته، باشگاه فوتبال جیمناسیا لاپلاتا، باشگاه فوتبال لانوس، و باشگاه فوتبال اونیورسیداد شیلی اشاره کرد.